# 하이 로 컨츄리
《하이 로 컨츄리》(영어: The Hi-Lo Country)는 영국과 미국에서 제작된 스티븐 프리어스 감독의 1998년 서부 영화이다. 우디 해럴슨 등이 출연하였고, 팀 베번 등이 제작에 참여하였다.

## 출연진
- 우디 해럴슨
- 빌리 크루덥
- 퍼트리샤 아켓
- 콜 하우저
- 페넬로페 크루스
- 대런 버로스
- 하코브 바르가스
- 제임스 개먼
- 레인 스미스
- 카티 후라도
- 샘 엘리엇
- 존 딜
- 엔리케 카스티요
- 로절린 리너핸
- 마티 스튜어트

## 기타 제작진
- 공동 제작: 라이자 체이신
- 배역: 빅토리아 토머스
- 미술·의상: 퍼트리샤 노리스